# Emma Mærsk
Pour les articles homonymes, voir Emma.
L’Emma Mærsk est un porte-conteneurs construit en 2006, propriété et exploité par le grand armateur danois A.P. Møller-Mærsk. En 2006, il s'agit, avec sept autres navires de la série 'E' (comme l’Eugen Mærsk) du plus grand porte-conteneurs existant en termes de longueur (dépassé par le CMA CGM Marco Polo fin 2012 en termes de port en lourd, puis par le Mærsk Mc-Kinney Møller en juin 2013) ; il a succédé au Cosco Guangzhou à ce titre. Il est en service sur la ligne Europe - Asie.

## Histoire
Le contrat de commande a été signé le 7 janvier 2004, la première tôle a été découpée le 5 juillet 2005, puis la quille a été posée le 20 janvier 2006 au nouveau chantier Lindø de l'Odense Steel Shipyard. Lancé le 18 mai 2006, il est baptisé  le 12 août 2006 à Odense, au Danemark ; il est le neuvième navire de la compagnie à porter ce nom qui vient d’Emma Mc-Kinney Møller, femme de Mærsk Mc-Kinney Møller, décédée en décembre 2005. Il a pour port d'attache Taarbæk au Danemark ; sa construction a coûté plus de 145 millions de dollars américains.
Son voyage inaugural a commencé le 8 septembre 2006 d'Aarhus, avec escales aux ports de Göteborg, Bremerhaven, Rotterdam, Algésiras, le canal de Suez, et arrivée à Singapour le 1er octobre 2006. Il en est parti le jour suivant pour Yantian, Kōbe, Nagoya, et Yokohama. Le voyage retour a compris les escales de Yantian, Hong Kong, Tanjung Pelepas, le canal de Suez, Felixstowe, Rotterdam, Bremerhaven, Göteborg et enfin Aarhus le 11 novembre.

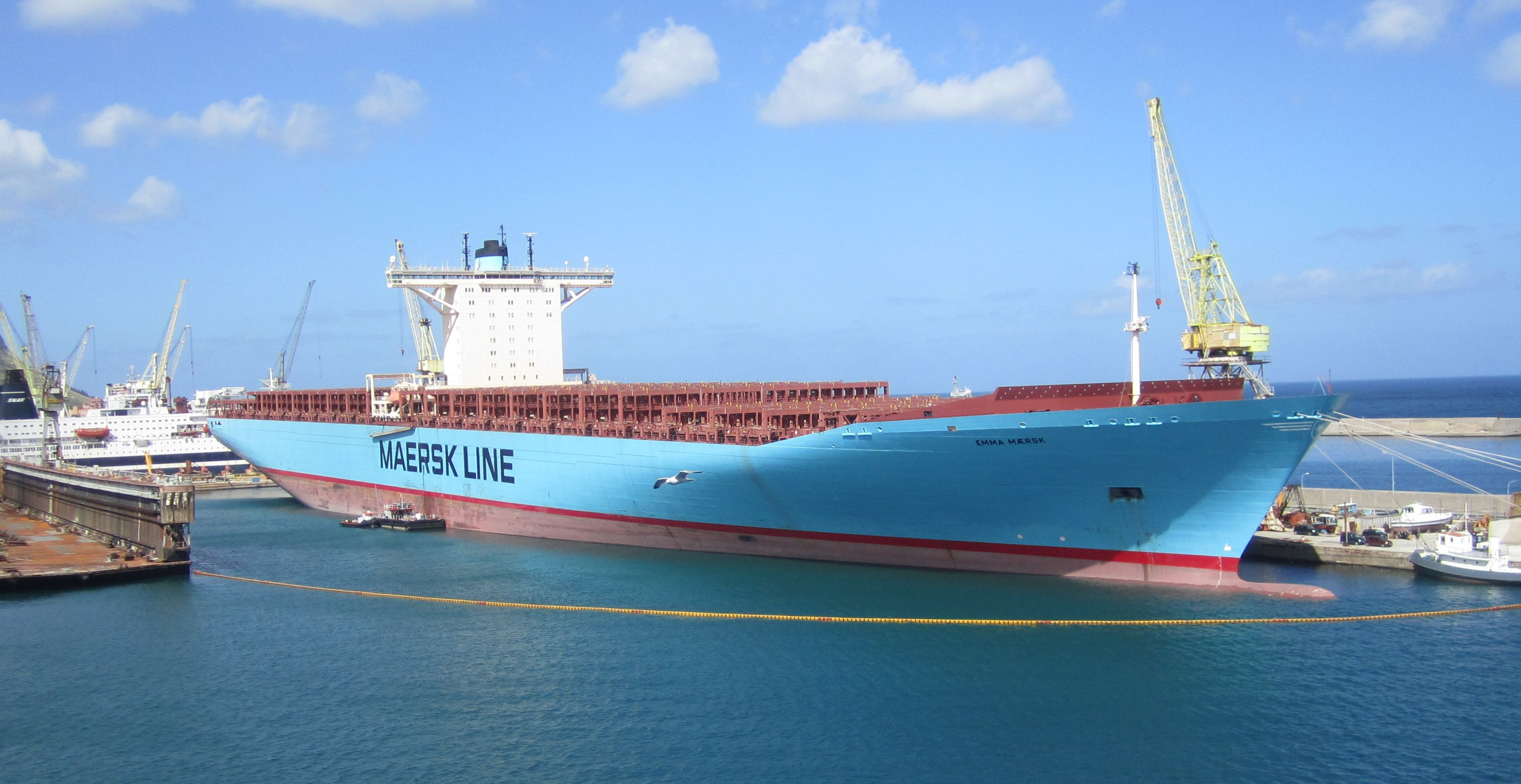
L’Emma Mærsk en réparation à Palerme.

Le 1er février 2013, alors que le navire transite via le canal de Suez, le porte-conteneurs est victime d'une voie d'eau le forçant à être remorqué jusqu'à Port-Saïd (Égypte). Ses conteneurs sont débarqués et répartis sur les autres navires de Maersk Line. Le 19 février 2013, l'Emma Mærsk quitte Port-Saïd en remorque. Le 25 juin 2013, il arrive à Palerme (Italie) où il est réparé.

## Équipement
Muni d'un moteur Diesel lent Sulzer du type TR Flex 96-C à 14 cylindres en ligne développant 80 MW et tournant à 102 tours par minute, il possède en outre deux  moteurs électriques booster qui portent la puissance totale de ligne d'arbre à près de 120 000 ch (près de 90MW) ; ces moteurs booster sont alimentés par 5 moto-alternateurs diesel (20 000 kW au total) et un groupe turbo-générateur de 8 500 kW tirant l'énergie d'une chaudière de récupération (utilisant la chaleur des gaz d'échappement avant leur évacuation dans l'atmosphère).
Le navire utilise également deux propulseurs d'étrave et deux propulseurs de queue fournissant chacun une poussée de 25 tonnes, pour les manœuvres de port. Le roulis est limité par deux stabilisateurs actifs de chaque côté. Chacune de ses deux ancres pèse 29 tonnes.

## Capacité
Mærsk calcule la capacité de ses navires en fonction du nombre de conteneurs transportés, ceux-ci contenant un poids fixe de 14 tonnes chacun ; pour l’Emma Mærsk, on trouve ainsi 11 000 EVP.
Les autres compagnies calculent la capacité selon le nombre maximum de conteneurs pouvant être chargés dans le navire, indépendamment de leur poids, ce qui donne toujours un chiffre plus élevé.

Avec cette méthode de calcul, la capacité de l’Emma Mærsk est plus grande que celle annoncée : de 13 500 EVP à 14 500 EVP.
En mai 2010, son sister ship l’Ebba Mærsk , dans le port de Tanger Med au Maroc, établit un record avec 15 011 EVP. Et Mærsk reconnaît finalement une charge nomimale, selon la méthode de calcul standard, de 15 550 EVP.
L’Emma Mærsk peut également transporter 1 000 conteneurs réfrigérés de 40 pieds.

## Divers

Comparaison de quelques-uns des plus grands navires.

Le nom d’Emma Mærsk avait déjà été donné à d'autres navires du même groupe, dont un pétrolier de 160 000 tonnes de 1995, racheté en 2004 par Wallem et renommé Universal Peace ; un autre Emma Mærsk est un pétrolier-chimiquier de 1985, transportant 50 000 tonnes, et naviguant depuis 2003 sous le nom de Fair Voyager, armé par Fairdeal Group Management.
L’Emma Mærsk est le premier d'une série de 8 bateaux d'une même famille, les autres étant : Eleonora Mærsk, Estelle Mærsk, Ebba Mærsk, Evelyn Mærsk, Elly Mærsk, Eugen Mærsk, Edith Mærsk.